# 김수빈 (캐스터)
김수빈(1989년 1월 8일 ~ )은 대한민국의 스포츠캐스터이다. 현재 유튜브 이스타TV의 고정 패널이다. 
"환상적인 득점! 이 선수의 국적은 대한민국입니다!"

## 활동
2015년 5월 XTM에서 SPOTV로 이적하여 주로 해외축구 중계를 진행하였다.

2019년 7월 7일 SPOTV를 퇴사하고 프리랜서 상태로 피파온라인4 대회나 K리그 중계를 진행하였다.

2021년 10월 22일 이스타TV 고정 패널로 합류하였다.
1. ↑  2018-19 프리미어리그 13라운드 토트넘 vs 첼시 손흥민 득점 당시